# 1229 dans les croisades

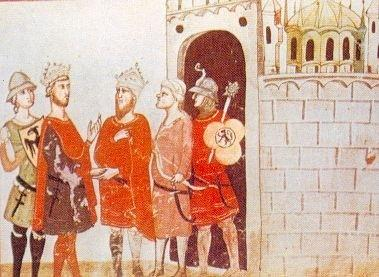
Rétrocession de Jérusalem à Frédéric II par Al-Kamil.

Cette page regroupe les évènements concernant les Croisades qui sont survenus en 1229 :
- 11 février : Traité de Jaffa, entre Frédéric II et le sultan al-Kâmil : les villes de Jérusalem, de Bethléem et Nazareth ainsi que divers territoires sont cédées aux Latins[1].
- 17 mars : après avoir négocié la restitution de Jérusalem aux chrétiens, Frédéric II de Hohenstaufen entre dans la ville[1].
- mars : Conférence de Meaux entre la régente Blanche de Castille et le comte Raymond VII de Toulouse[2].
- 12 avril : Traité de Paris entre la régente Blanche de Castille et le comte Raymond VII de Toulouse[2].
- avril : La régence de l'empire latin de Constantinople est donnée à Jean de Brienne[3].
- 1er mai : Frédéric II, après avoir obtenu le retour de Jérusalem au royaume, repart en Occident[1].
- 10 juin : Frédéric II, quitte Chypre pour l'Occident[1].
- 24 juin : Gautier Brisebarre, seigneur de Césarée est tué à Nicosie lors de la guerre des Lombards[4].
- 14 juillet : les barons du royaume de Chypre battent les partisans de l'empereur Frédéric II devant Nicosie[1].
- été : envoi de l'Inquisition en Occitanie[2].